# 110-й военно-транспортный авиационный полк
110-й военно-транспортный авиационный Комсомольско-Трансильванский Краснознамённый полк — воинская часть Военно-транспортной авиации ВВС в 1966-2009 годах.
Сокращённое наименование — 110 втап.

## История
110-й втап был сформирован согласно директиве Генерального штаба ВС СССР от 21 апреля 1966 года. Формирование части закончилось в ноябре 1966 года в посёлке Кречевицы Новгородской области. День части был определён 20 декабря. Сформировал войсковую часть первый командир полковник Иванов Владимир Тихонович. Основой формирования явились специалисты частей дальней авиации, частей военно-транспортной авиации, выпускники военно-технических авиационных училищ.
Основой вооружения авиаполка стали военно-транспортные самолёты Ан-12. 10 ноября 1967 года полк награждён грамотой Президиума Верховного Совета СССР. 15 февраля 1968 года полку вручено боевое Красное знамя. 24 ноября 1972 года полк награждён вымпелом Министра обороны СССР «За мужество и доблесть, за высокое лётное мастерство и образцовое выполнение задач в ходе учений „Щит-72“».
20 ноября 1975 года на ВПП авиабазы производят посадку первые два самолёта Ил-76 — в состав авиаполка переведены две авиационные эскадрильи самолётов Ил-76 и одна эскадрилья самолётов Ан-12. Через год авиаполк насчитывал уже три авиационные эскадрильи самолётов Ил-76, авиационный отряд самолётов Ан-12. 5 октября 1981 года исключён авиационный отряд самолётов Ан-12, включены три экипажа самолётов Ил-76, c 1 августа 1988 года в штат 110-го втап дополнительно введено 5 экипажей с наземным техническим составом и 4 самолёта Ил-76.
28 августа 1992 года три экипажа полка с риском для жизни выполнили задание по эвакуации из Кабула персонала российского посольства, граждан России и персонала ряда дипломатических миссий иностранных государств. За этот подвиг лётчики полка Е. А. Зеленов и А. С. Копыркин одними из первых были удостоены званий Героев Российской Федерации.
В связи с расформированием в 1998 году 930-го военно-транспортного авиационного Комсомольско-Трансильванского Краснознамённого полка (город Завитинск Дальневосточного военного округа) 23-й военно-транспортной авиационной дивизии, Боевое Знамя, почётные наименования, орден «Красного Знамени» и исторический формуляр переданы 110-му военно-транспортному авиаполку. С 1 мая 1998 года 110-й военно-транспортный авиационный полк официально именуется 110-м  военно-транспортным авиационным Комсомольско-Трансильванским Краснознамённым полком.
В связи с проводимыми мероприятиями по переходу на перспективный облик вооружённых сил и в соответствии с директивой Министра обороны Сердюкова от января 2009 года полку было предписано в срок до 30 октября 2009 года произвести расформирование. 14 октября 2009 года 110-й военно-транспортный авиационный Комсомольско-Трансильванский Краснознамённый полк был расформирован.
За годы своего существования личный состав формирования принимал участие в различных мероприятиях на территории СССР и России, активно участвовал в международных учениях. Участвовал в военных действиях:
- оказании интернациональной помощи республике Афганистан
- гражданской войне в республике Ангола
- Первом чеченском конфликте
- Втором чеченском конфликте
- Войне в Грузии

Авиаполк вплоть до даты своего расформирования принимал участие в обеспечении визитов Президента и премьер-министра Российской Федерации и других крупных мероприятиях: учения «Мобильность-2004»; оказание гуманитарной помощи на пострадавшем от землетрясения острове Суматра.